# Win Myint
Win Myint (ur. 8 listopada 1951) – mjanmański polityk, prezydent kraju w latach 2018–2021.

## Życiorys
Ukończył geologię na uniwersytecie w Rangunie. Brał udział w powstaniu 8888. W 2012 wybrany do Izby Reprezentantów, ponownie wybrany w wyborach w 2015, pełnił funkcję spikera Izby Reprezentantów od 2016 do 21 marca 2018, kiedy zrezygnował ze stanowiska po ustąpieniu prezydenta Htin Kyaw. Wybrany prezydentem kraju 30 marca, głosowało na niego 403 z 636 deputowanych. Został obalony 1 lutego 2021 przez wojskowy zamachu stanu.